# Aisha Diori
Pour les articles homonymes, voir Diori.
Aisha Diori, née à Lagos au Nigeria, est une mobilisatrice communautaire (en), éducatrice, activiste thérapeutique pour la prévention du VIH en Afrique. Elle est surnommée Legendary mother (en français : mère légendaire) ou House mother dans la Ball culture, mouvement de la sous-culture LGBT. Elle est la fille d'Abdoulaye Hamani Diori (en), un leader politique nigérien et de Betty Graves. Elle est titulaire d'un baccalauréat universitaire ès lettres en publicité et communication de marketing de la Fashion Institute of Technology de New York, avec la mention honorifique magna cum laude.

## Source de la traduction
- (en) Cet article est partiellement ou en totalité issu de l’article de Wikipédia en anglais intitulé « Aisha Diori » (voir la liste des auteurs).